# Schedocentrus saussurei
Schedocentrus saussurei är en insektsart som först beskrevs av Griffini 1898.  Schedocentrus saussurei ingår i släktet Schedocentrus och familjen vårtbitare. Inga underarter finns listade i Catalogue of Life.